# Mexichelifer reddelli
Mexichelifer reddelli är en spindeldjursart som beskrevs av William B. Muchmore 1973. Mexichelifer reddelli ingår i släktet Mexichelifer och familjen tvåögonklokrypare. Inga underarter finns listade i Catalogue of Life.